# カムザ
カムザ（アルバニア語: Kamëz, Kamza）はアルバニアのティラナ州の基礎自治体と都市である。2015年にカムザとパスクチャンという旧基礎自治体で設けられた。カムザ町は基礎自治体の庁所在地である。基礎自治体の2023年の人口は96,137人であり、都市の人口は61,739人だった。
カムザは欧州グリーン首都賞に応募したが、オスロが勝った。
サッカークラブはFCカムザだった。バスケットボールリーグはカムザ・バスケットである。